# 杭州消防主题公园

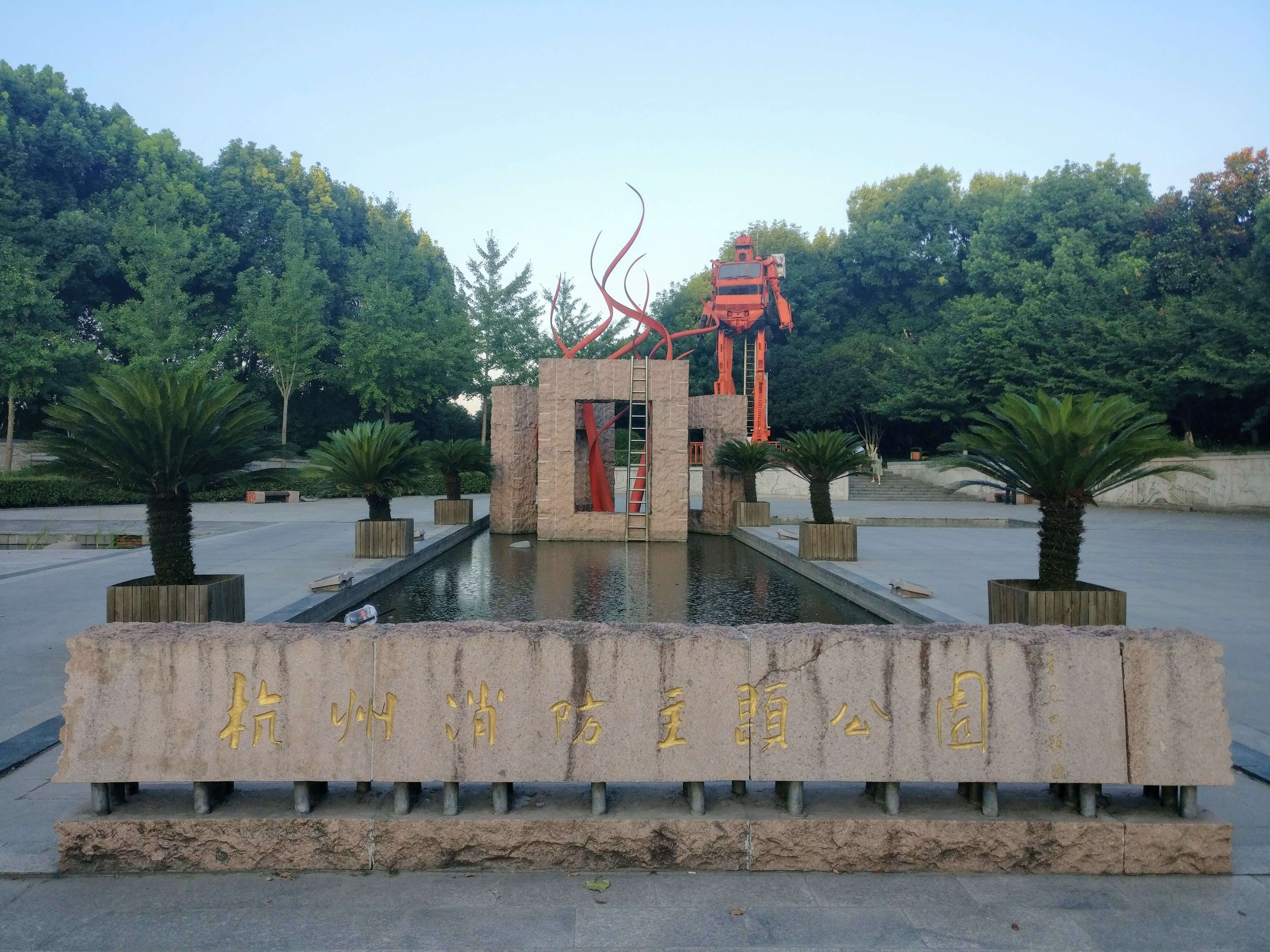
公园入口

杭州消防主题公园位于杭州经济技术开发区，于2009年7月6日正式亮相。由于它地处下沙高教园西区，所以也叫高教西公园。

## 介绍
公园面积约500平米，具有消防主题特色，使市民在休闲娱乐中，了解如何防范和应对火灾发生、如何进行火场逃生等常识。公园入口处矗立着一个高12米、由一辆报废的32米云梯车和一辆报废的泡沫水罐消防车纯手工打造而成“消防金刚霄霄”。

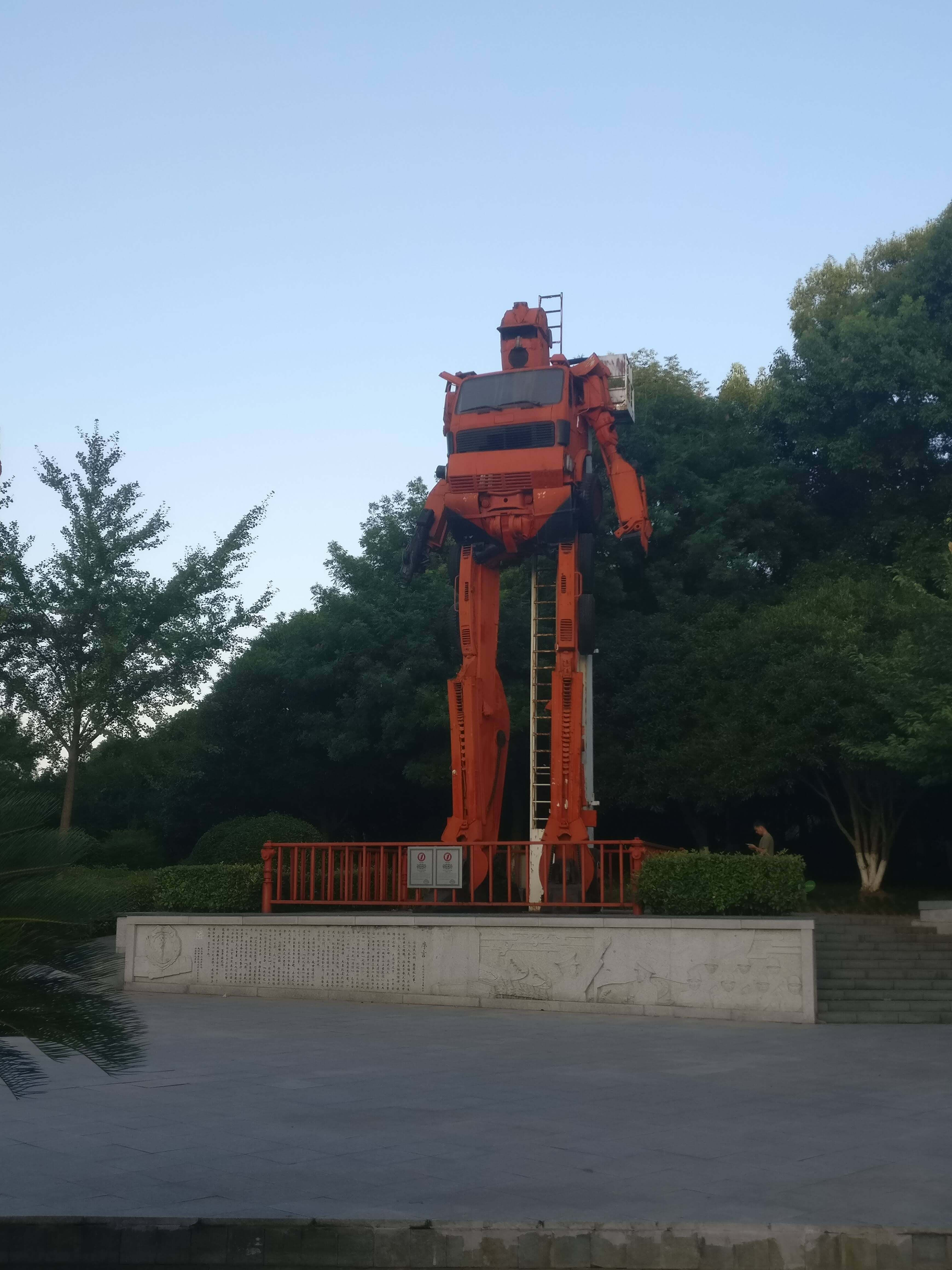
消防金刚霄霄

公园获2011杭州市民体验日“金城标奖”。

## 地理位置
公园西边、南边和北边分别沿文泽路、学林街和学源街。
公园东侧为浙江理工大学生活区，南侧为理工大学校园，西侧为福雷德广场，北侧为杭州职业技术学院。

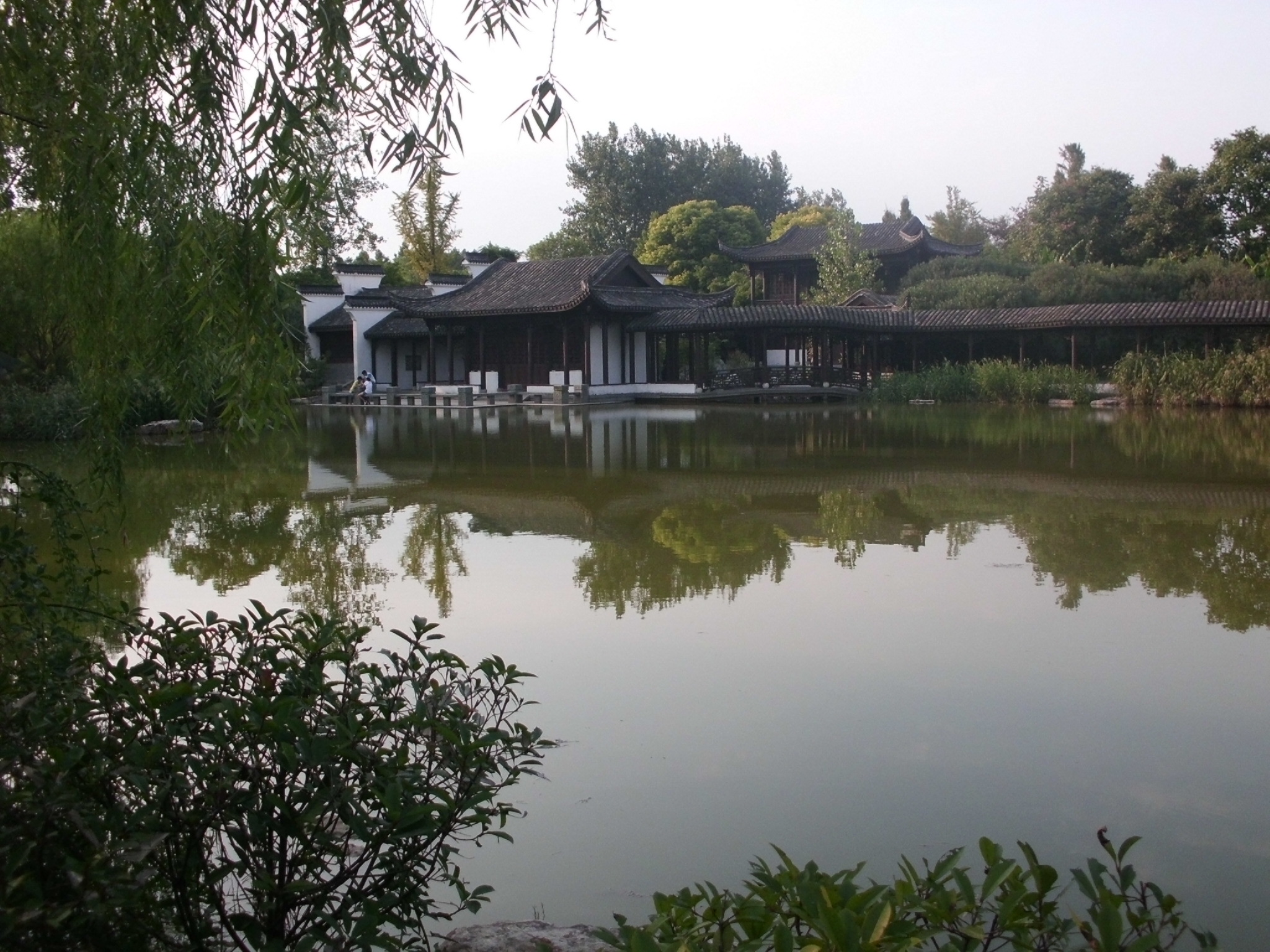
公园景色